# Trattato di Badajoz (1267)
Il trattato di Badajoz fu un accordo siglato il 16 febbraio 1267 nella cittadina omonima da re Alfonso X di Castiglia e re Alfonso III del Portogallo. I firmatari si accordarono per stabilire linee di mutua assistenza e amicizia, definendo inoltre i confini tra i due regni.
Secondo i termini dell'accordo Alfonso X rinunciò ai diritti sul Regno di Algarve, compresi i servigi di cinquanta cavalieri. Inoltre ordinò ai suoi luogotenenti di consegnare i castelli che controllavano in Algarve al Regno del Portogallo. Nonostante ciò, Alfonso X continuò a fregiarsi del titolo di "re dell'Algarve" anche se probabilmente in riferimento al territorio di Niebla.
I firmatari si accordarono sull'uso del fiume Guadiana da Elvas e Badajoz fino a Ayamonte sull'Oceano Atlantico, come linea di confine tra Regno di Castiglia e León e Regno del Portogallo. Ciò costrinse il Portogallo a rinunciare ad Aracena, Moura, Serpa e Aroche, tutte situate ad est del confine.
A Nord del confine, il Portogallo poté conservare Arronches, Alegrete e Elvas, ma fu costretto a rinunciare a Valencia de Alcántara e Marvão.